# UFC on Fox: dos Anjos vs. Cerrone 2
UFC on Fox: dos Anjos vs. Cerrone 2 (también conocido como UFC on Fox 17) fue un evento de artes marciales mixtas celebrado por Ultimate Fighting Championship el 19 de diciembre de 2015 en el Amway Center, en Orlando, Florida.

## Historia
El evento estelar contó con un combate por el campeonato de peso ligero entre el campeón Rafael dos Anjos y el retador Donald Cerrone. En el primer enfrentamiento entre estos peleadores, que ocurrió en UFC Fight Night 27, dos Anjos ganó por decisión unánime.

## Resultados
1. ↑  Por el campeonato de peso ligero de UFC.

## Premios extra
Cada peleador recibió un bono de $50 000.
- Pelea de la Noche: Michael Johnson vs. Nate Diaz
- Actuación de la Noche: Rafael dos Anjos y Vicente Luque